# Toyota Dyna
Toyota Dyna — компактні вантажівки, які виготовляє японська компанія Toyota з 1959 року.

## Історія

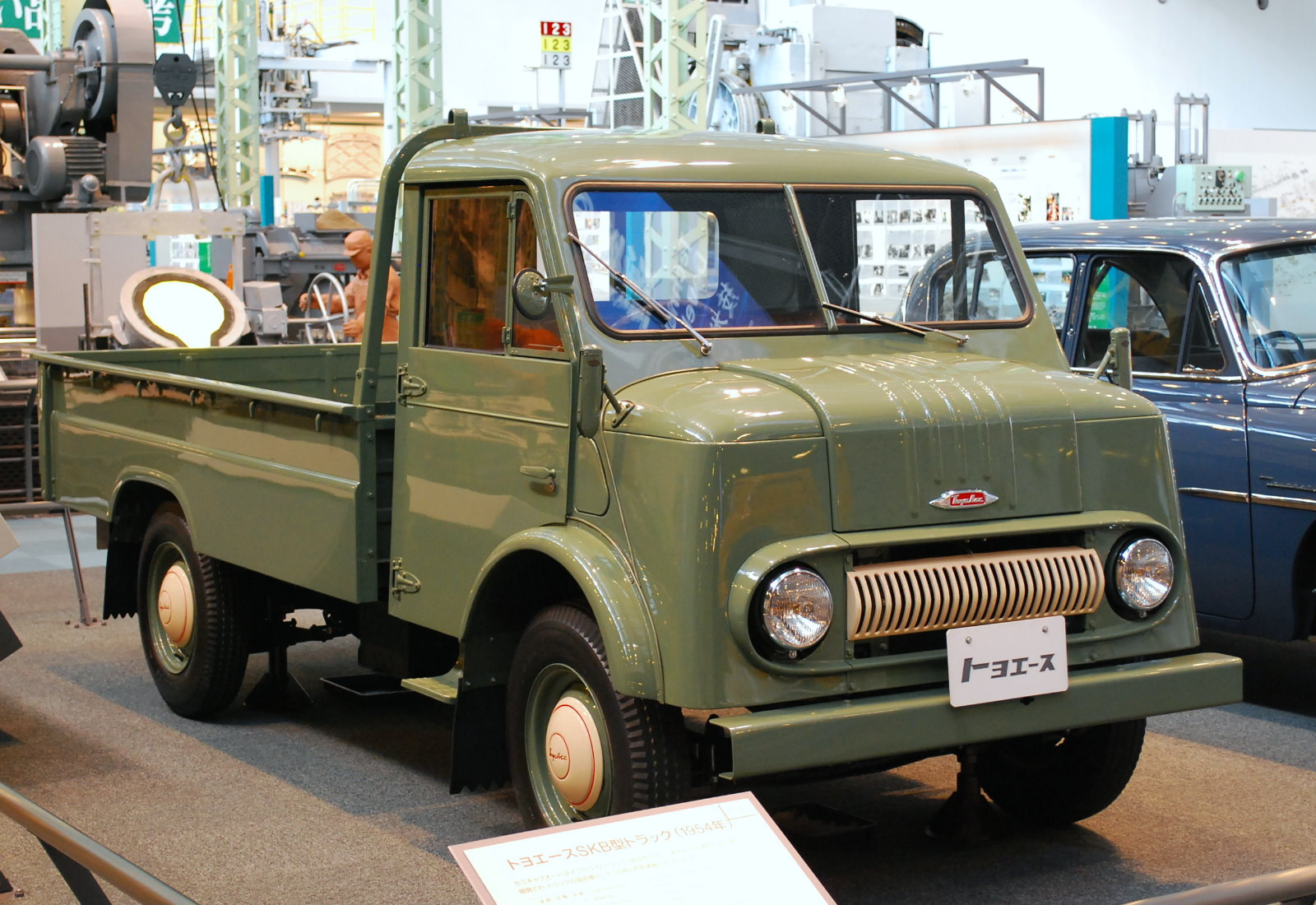
Toyopet Route Truck

1956 року стартувало виробництво компактної вантажівки Toyopet Route Truck.

### Перше покоління K70 ~ K160 1959—1963
Toyopet Route Truck був перейменований в Toyota Dyna у квітні 1959 року. Попри однакову платформу з Toyoace, зовнішній вигляд автомобіля більше схожий на Daihatsu Delta. K20 Series Toyoace випускався до появи покоління Y10 Series. На експорт автомобіль продавався як Toyota PK25 Truck.

### Друге покоління K170 1963—1968

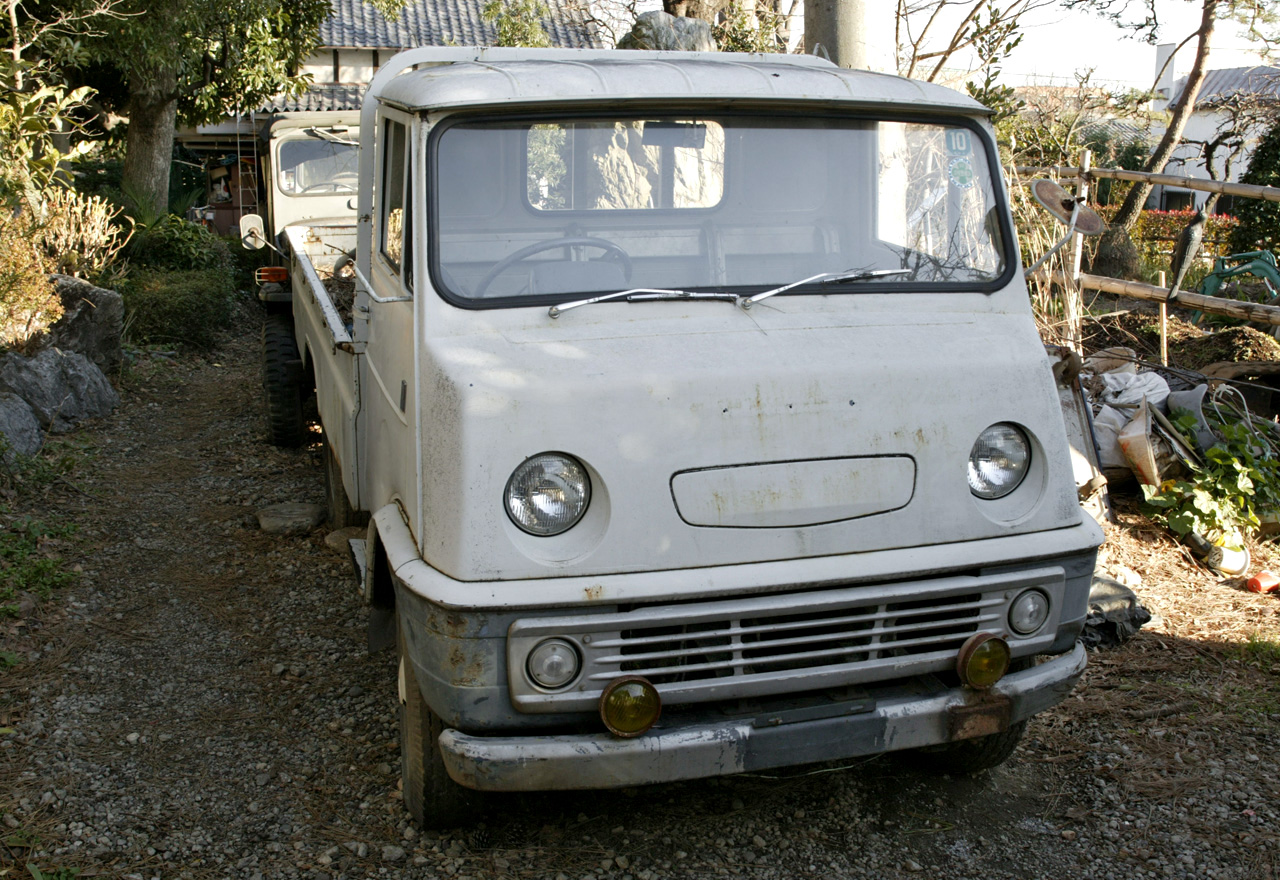
Toyota Dyna K170

Початкову Dyna замінили новою моделлю серії K170 у вересні 1963 року, яка отримала компактніший кузов і чотири фари. Dyna RK170 також стала базою для RK170B Toyota Light Bus і випускалася на шасі Stout. На автомобіль встановлювався двигун 3R-B від Stout об'ємом 1,9 літрів і потужністю 80 к.с. (59 кВт).
1960 року з'явилася дизельна версія Isuzu Elf, яка виявилася досить успішною та обігнала у продажах Дюну. Навіть нова модель Дюни не відновила її положення, поки в березні 1964 року на моделі JK170 не з'явився дизельний двигун Toyota J (2336 см³, OHV). Була також доступна версія з довгою колісною базою і вантажопідйомністю в 2,5 тонни з чотирма задніми колесами (RK175).

### Третє покоління U10 1968—1977

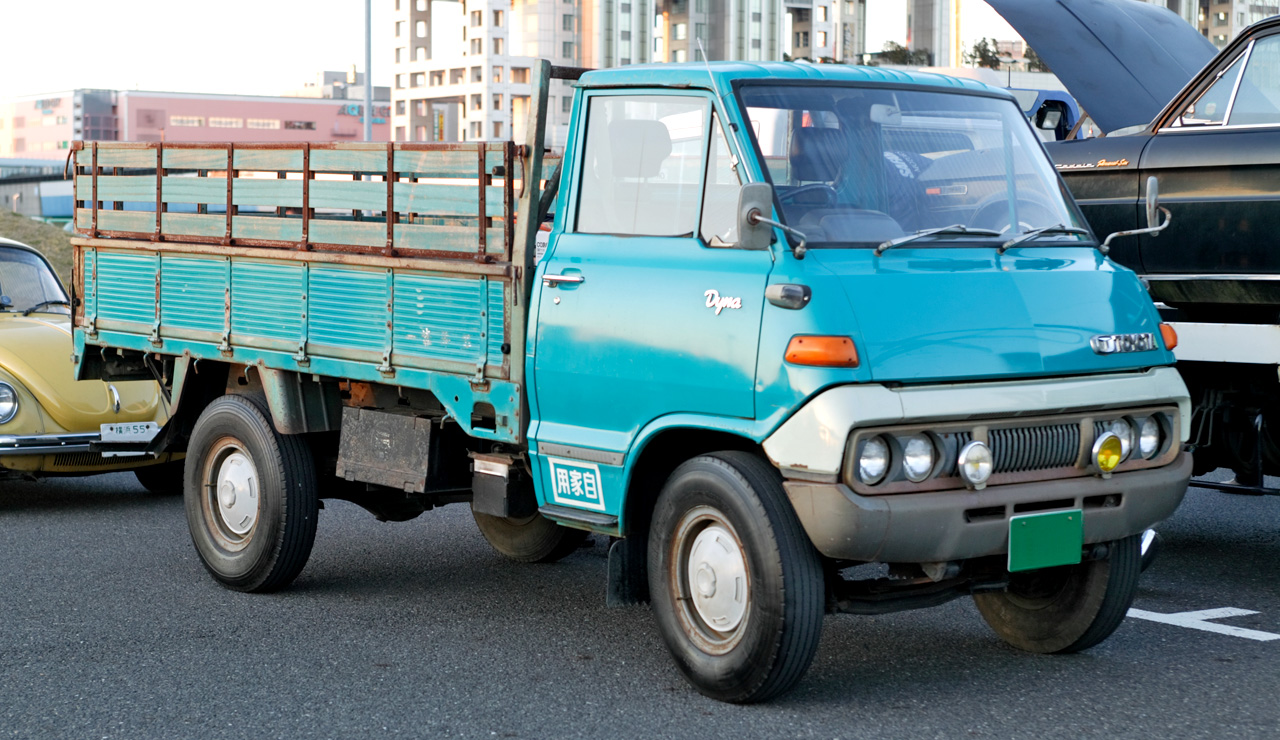
Toyota Dyna 3

Платформа Дюни була змінена на платформу Toyota U після злиття з Hino Motors у 1966 році. Серед двигунів, доступних для цієї серії, були 2,0-літровий бензиновий 5R потужністю 93 к.с. (68 кВт), і два дизельні, рядний чотирициліндровий B об'ємом 3 літри, або рядний шестициліндровий H об'ємом 3,6 літра. Потужність останнього становила 95 к.с. (70 кВт), він встановлювався тільки на автомобілі вантажопідйомністю в 3 тонни, і дозволяє розвивати швидкість до 100 км/год. 3-літровий дизельний двигун мав потужність 85 к.с. (63 кВт).
Автомобіль вантажопідйомністю в три тонни був представлений в серпні 1969 року. Випускалися вантажівки з короткою (серія 10) і довгою (серія 15) колісними базами, а також мікроавтобуси. Автомобілі Дюна оснащені 2-літровим 95-сильним двигуном 5R продавалися на багатьох експортних ринках, таких як Австралія, а також, з двома або чотирма задніми колесами.

Автобус Toyota Coaster отримав це ж шасі з кодом серії U10. Існувало також одне покоління важчої Toyota Massy Dyna, яка вперше була представлена у вересні 1969 року.

### Четверте покоління U20/Y20 1977—1984

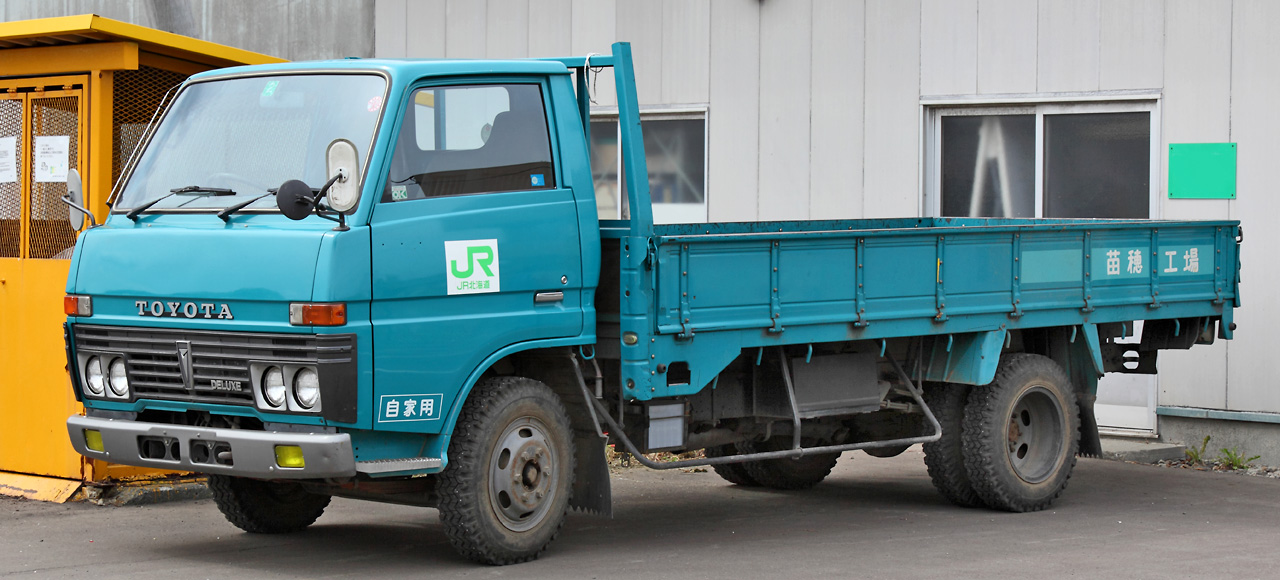
Toyota Dyna 4

Автомобілі вантажопідйомністю 2-3 тонни: U20, U30, U40 & U50 (1977—1984). U20 — це чотириколісна вантажівка, U30 — стандартна вантажівка з чотирма колесами ззаду, важчі U40 і U50 мали по чотири колеса ззаду і широку кабіну.
Автомобілі вантажопідйомністю 1-1,5 тонни: Y20-40 (1979—1985). Нова менша модель Toyoace на шасі Y20 випускалася з 1979 року, в той час як Dyna як і раніше будувалася на платформі U. Це був Toyoace четвертого покоління в Японії. На деяких експортних ринках Toyoace продавався як Dyna.

### П'яте покоління U60/Y50 1984—1995

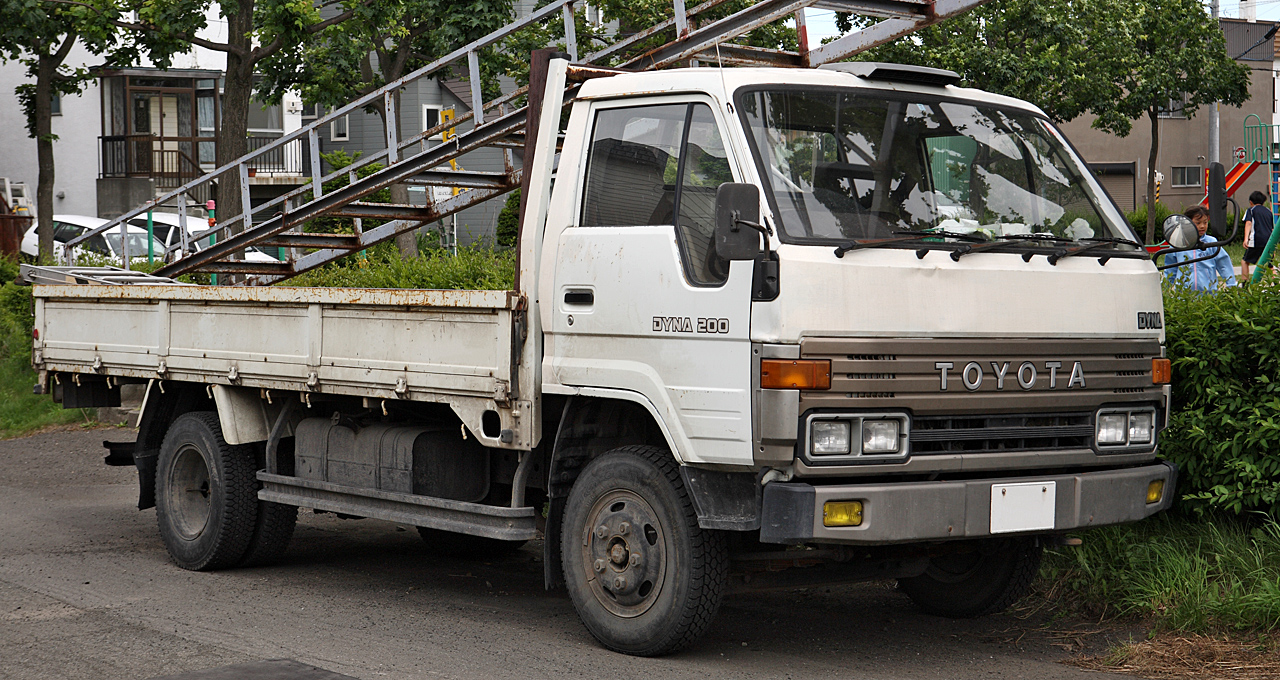
Toyota Dyna 5

В Австралії був доступний з чотирьохдверною кабіною.
Автомобілі вантажопідйомністю 1-1,5 тонни: Y50 і Y60 (1985—1995). Автомобілі вантажопідйомністю 2-3,5 тонни: U60 — U90 (1984—1994). Перша серія BU (Dyna 200/300/400, 1984—1988) відрізнялася круглими фарами.
Моделі 1989 року одержали здвоєні прямокутні фари і нерухоме бічне скло з новою внутрішньою оббивкою дверей, а також інші незначні зміни в інтер'єрі. На всі моделі з широкою кабіною встановлювалися три склоочисники. 3,4-літровий двигун 3B, 3,4-літровий 13B і 3,7-літровий 14B дизельний двигун (останні два з безпосереднім уприскуванням палива) встановлювалися на Dyna 200 і Dyna 300 спільно зі стандартною п'ятиступінчастою коробкою передач.

### Шосте покоління U100/Y100 1995—2002

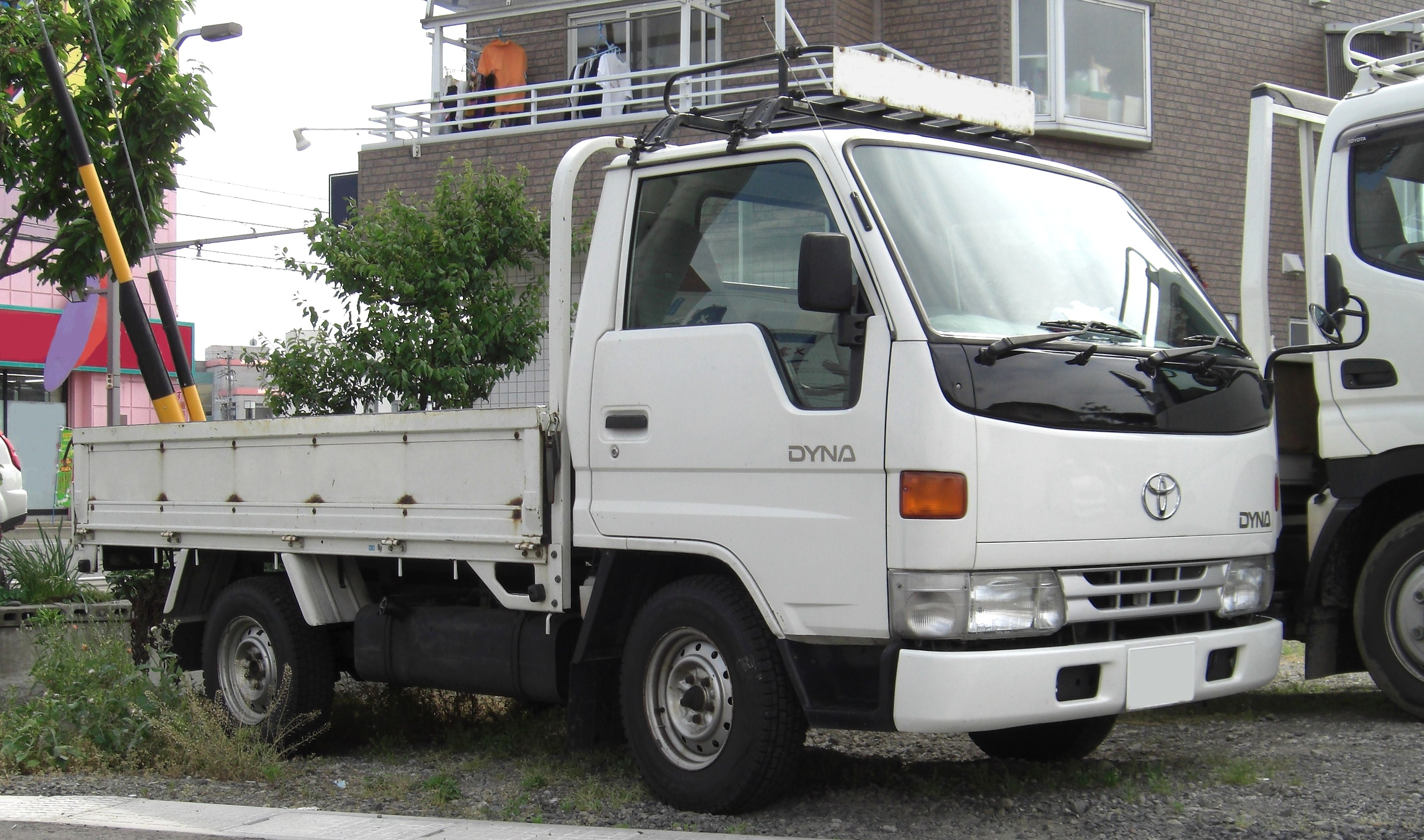
Toyota Dyna 6

Автомобілі вантажопідйомністю 1-1,5 тонни: Y100.
Автомобілі вантажопідйомністю 2-3,5 тонни: U100 — U200.

### Сьоме покоління U300-U500 з 1999

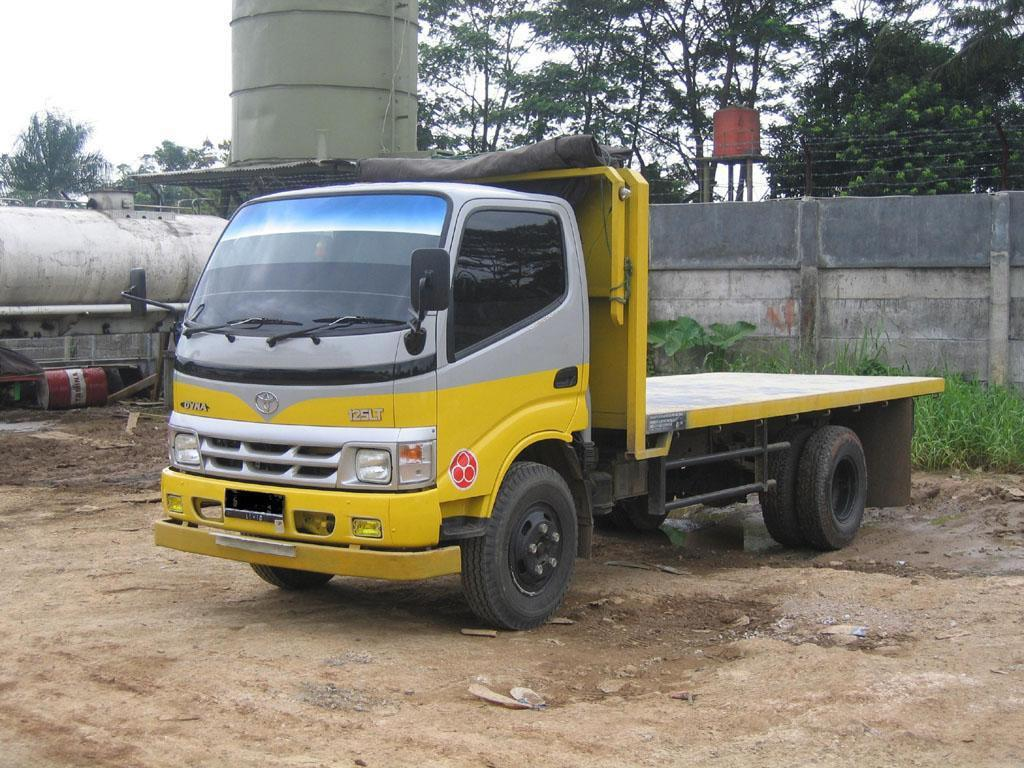
Toyota Dyna 7

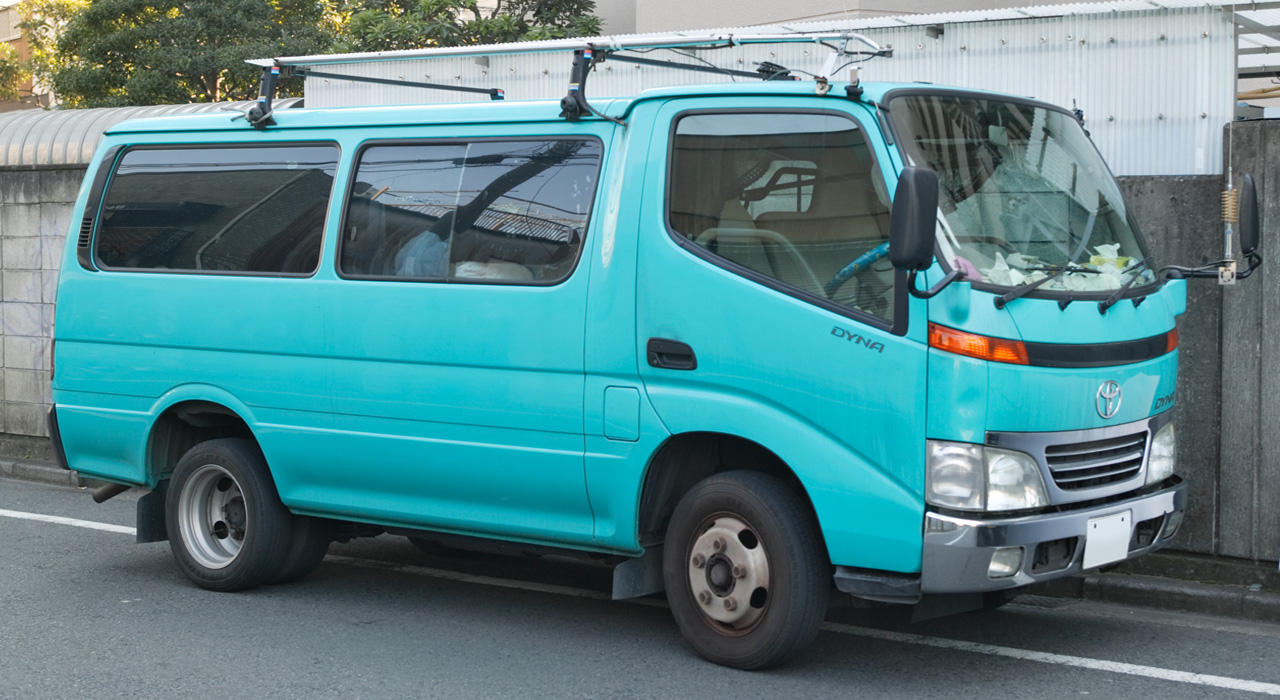
Toyota Dyna Route Van

Автомобілі вантажопідйомністю 1-1,5 тонни: Y200. Автомобілі вантажопідйомністю 2-3,5 тонни: U300 — U500.
Toyota Dyna або Toyota Toyoace сьомого покоління вантажні автомобілі повною масою 3,0-7,7 т є найважчими в програмі Toyota. Їх вантажопідйомність з бортовою платформою становить від 1,0 до 4,0 т.
Машини комплектують 4-циліндровими двигунами: бензиновими (2,0 л, 133 к.с. І 2,7 л, 141 к.с.), дизелями (2,5 л, 109 к.с. і 4,0 л, 150 л. с.) і двома агрегатами (2,7 л, 111 к.с. і 4,1 л, 120 к.с.), що працюють на зрідженому та стиснутому газі відповідно.
Коробки передач — механічні 5 і 6-ступінчасті або автоматичні 4 і 6-ступінчасті, причому остання керується за допомогою мікропроцесора.

### Восьме покоління U600-U800 з 2011

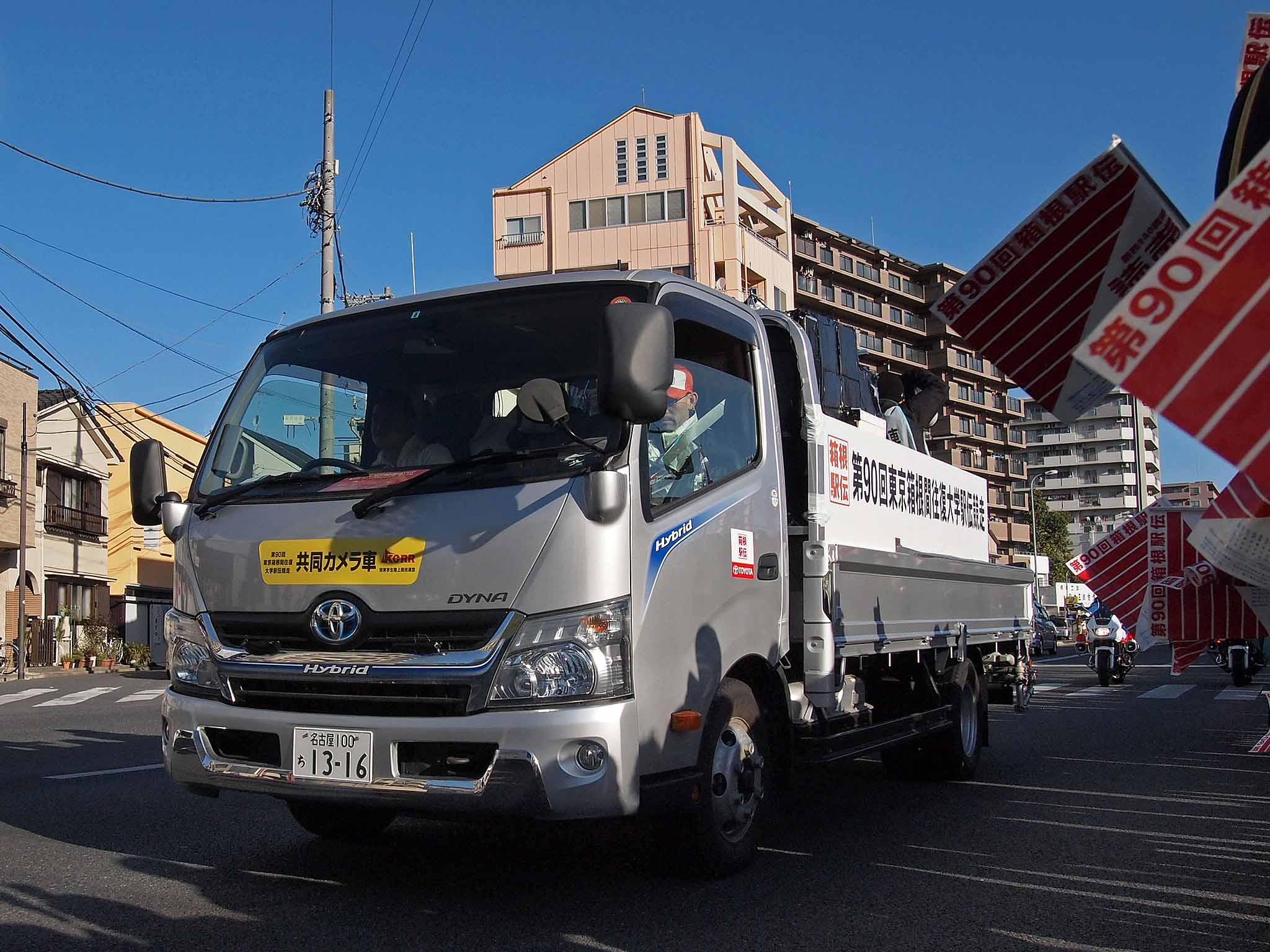
Toyota Dyna 8

З червня 2011 року представлено на ринку Японії Dyna U600/U800, автомобіль ідентичний Hino Dutro. Єдині дизельні двигуни тепер мають систему Common Rail і 6-ступінчасту механічну коробку передач, вони також доступні з 6-ступінчастою автоматичною коробкою передач. Існує Dyna з гібридним приводом.